# Шаблонний метод (шаблон проєктування)
Шаблонний метод (англ. Template Method) — шаблон проєктування, належить до класу шаблонів поведінки.

## Призначення
Визначає кістяк алгоритму та дозволяє підкласам перевизначити деякі кроки алгоритму, не змінюючи структуру в цілому.

## Застосовність
Слід використовувати шаблон Шаблонний метод коли:
- треба одноразово використати інваріантні частини алгоритму, залишаючи реалізацію поведінки, що змінюється, на розсуд підкласів;
- треба відокремити та локалізувати в одному класі поведінку, що є загальною для усіх підкласів, щоб запобігти дублювання коду. Це хороший приклад техніки «винесення за лапки з метою узагальнення», що описана в роботі Вільяма Опдайка (англ. William Opdyke) та Ральфа Джонсона (англ. Ralph Johnson) [JO93,OJ93]. Спочатку ідентифікуються відмінності в існуючому коді, а потім вони виносяться у окремі операції. У кінцевому підсумку відмінні фрагменти коду замінюються шаблонним методом, з котрого викликаються нові операції;
- для управління розширеннями підкласів. Можна визначити шаблонний метод таким чином, що він буде викликати операції-зачіпки у означених точках, дозволивши тим самим розширення тільки у цих точках.

## Структура
- AbstractClass — абстрактний клас:

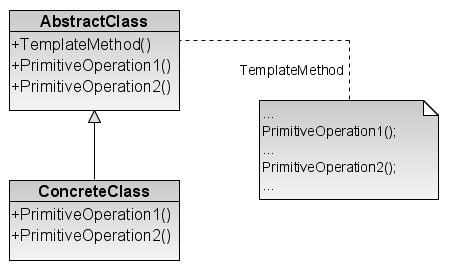
UML діаграма, що описує структуру шаблону проєктування Шаблонний метод

  - визначає абстрактні примітивні операції, що заміщуються у конкретних підкласах для реалізації кроків алгоритму;
  - реалізує шаблонний метод, що визначає скелет алгоритму. Шаблонний метод викликає примітивні операції, а також операції, означенні у класі AbstractClass, чи в інших об'єктах;
- ConcreteClass — конкретний клас:
  - реалізує примітивні операції, що виконують кроки алгоритму у спосіб, котрий залежить від підкласу;

## Взаємини
ConcreteClass припускає, що інваріантні кроки алгоритму будуть виконані у AbstractClass.

## Переваги та недоліки

### Переваги
- Немає копіювання коду.
- Лише кілька методів потрібно перевизначити.
- Гнучкість дозволяє підкласам вирішити, як здійснювати кроки в алгоритмі.

### Недоліки
- Налагодження та розуміння послідовності алгоритму може іноді бути складною.
- Підтримка структури шаблонів може бути проблемою, оскільки зміни на будь-якому рівні (низький рівень або високий рівень) можуть перешкоджати реалізації.

## Зв'язок з іншими патернами
- Шаблонний метод задає кроки алгоритму, які реалізовують підкласи. Стратегія задає алгоритм який можна виконати декількома способами, до того ж вибрати ці способи на етапі виконання програми